# إدوين إم. راندال
إدوين إم. راندال (بالإنجليزية: Edwin M. Randall)‏ هو محامي وقاضي أمريكي، ولد في 1822، وتوفي في 1895 بسبب التهاب الكلى.